# Schizocosa retrorsa
Schizocosa retrorsa är en spindelart som först beskrevs av Banks 1911.  Schizocosa retrorsa ingår i släktet Schizocosa och familjen vargspindlar. Inga underarter finns listade i Catalogue of Life.